# Saison 2006-2007 de la LHJMQ
Saison précédente Saison suivante
La saison 2006-2007 est la 38e saison de hockey sur glace de la Ligue de hockey junior majeur du Québec. La saison régulière voit dix-huit équipes jouer 70 matchs chacune. Les Maineiacs de Lewiston remportent les séries éliminatoires et la Coupe du président.

## Contexte
La division Ouest est renommée division Telus, en partenariat avec la société du même nom. À l'inverse, les coupes Telus offensif et défensif disparaissent ainsi que la coupe Postes Canada qui n'a existé que trois saisons.

## Saison régulière

### Classement
| Clt | Équipe                            | PJ | V  | D  | DP | DF | BP  | BC  | Pts |
| --- | --------------------------------- | -- | -- | -- | -- | -- | --- | --- | --- |
| 1   | Maineiacs de Lewiston             | 70 | 50 | 14 | 2  | 4  | 282 | 196 | 106 |
| 2   | Screaming Eagles du Cap-Breton    | 70 | 46 | 22 | 2  | 0  | 308 | 200 | 94  |
| 3   | Wildcats de Moncton               | 70 | 39 | 25 | 4  | 2  | 254 | 263 | 84  |
| 4   | Rocket de l'Île-du-Prince-Édouard | 70 | 36 | 26 | 2  | 6  | 278 | 250 | 80  |
| 5   | Titan d'Acadie-Bathurst           | 70 | 35 | 28 | 2  | 5  | 291 | 269 | 77  |
| 6   | Mooseheads d'Halifax              | 70 | 32 | 31 | 3  | 4  | 269 | 287 | 71  |
| 7   | Fog Devils de Saint-Jean          | 70 | 28 | 36 | 2  | 4  | 228 | 310 | 62  |
| 8   | Sea Dogs de Saint-Jean            | 70 | 20 | 47 | 1  | 2  | 209 | 337 | 43  |

| Clt | Équipe                      | PJ | V  | D  | DP | DF | BP  | BC  | Pts |
| --- | --------------------------- | -- | -- | -- | -- | -- | --- | --- | --- |
| 1   | Foreurs de Val-d'Or         | 70 | 41 | 23 | 4  | 2  | 280 | 231 | 88  |
| 2   | Tigres de Victoriaville     | 70 | 38 | 25 | 3  | 4  | 264 | 240 | 83  |
| 3   | Olympiques de Gatineau      | 70 | 39 | 27 | 2  | 2  | 303 | 274 | 82  |
| 4   | Voltigeurs de Drummondville | 70 | 37 | 26 | 1  | 6  | 262 | 255 | 81  |
| 5   | Remparts de Québec          | 70 | 37 | 28 | 2  | 3  | 294 | 288 | 79  |
| 6   | Huskies de Rouyn-Noranda    | 70 | 36 | 27 | 3  | 4  | 265 | 266 | 79  |
| 7   | Drakkar de Baie-Comeau      | 70 | 35 | 26 | 1  | 8  | 304 | 285 | 79  |
| 8   | Saguenéens de Chicoutimi    | 70 | 34 | 28 | 7  | 1  | 235 | 236 | 76  |
| 9   | Cataractes de Shawinigan    | 70 | 25 | 39 | 2  | 4  | 228 | 301 | 56  |
| 10  | Océanic de Rimouski         | 70 | 22 | 39 | 7  | 2  | 237 | 303 | 53  |

- En gras et en italique : champion de la saison régulière
- En gras : champion de division
- En italique : qualifié pour les séries éliminatoires

### Meilleurs pointeurs
| Clt | Joueur               | Équipe          | PJ | B  | A  | Pts | Pun |
| --- | -------------------- | --------------- | -- | -- | -- | --- | --- |
| 1   | François Bouchard    | Baie-Comeau     | 68 | 45 | 80 | 125 | 72  |
| 2   | Thomas Beauregard    | Acadie-Bathurst | 69 | 71 | 53 | 124 | 44  |
| 3   | Mathieu Perreault    | Acadie-Bathurst | 67 | 41 | 78 | 119 | 66  |
| 4   | Claude Giroux        | Gatineau        | 63 | 48 | 64 | 112 | 49  |
| 5   | David Desharnais     | Chicoutimi      | 61 | 38 | 70 | 108 | 32  |
| 6   | Brent Aubin          | Québec          | 68 | 51 | 54 | 105 | 124 |
| 7   | Viatcheslav Troukhno | Gatineau        | 60 | 25 | 77 | 102 | 67  |
| 8   | Benoît Doucet        | Victoriaville   | 64 | 43 | 57 | 100 | 38  |
| 9   | Morten Madsen        | Victoriaville   | 62 | 38 | 62 | 100 | 86  |
| 10  | Jérôme Samson        | Val-d'Or        | 71 | 44 | 55 | 99  | 36  |

## Séries éliminatoires
Les seize meilleures équipes de la saison régulière participent aux séries. Lors des huitièmes et des quarts de finale, la meilleure équipe de chaque division rencontre la moins bien classée de la saison régulière dans sa division. Cependant, la division Telus comptant 9 équipes parmi les seize qualifiées, la neuvième est positionnée dans la partie de tableau de la division Est où elle affronte la première équipe. En demi-finale, la meilleure équipe rencontre à nouveau la moins bien classée de la saison régulière, sans distinction de division.
|  | Huitièmes de finale     | Huitièmes de finale               | Huitièmes de finale    | Huitièmes de finale            |    |                                | Quarts de finale | Quarts de finale | Quarts de finale | Quarts de finale |  |  | Demi-finales      | Demi-finales      | Demi-finales      | Demi-finales      |  |  | Finale        | Finale        | Finale        | Finale        |
|  |                         |                                   |                        |                                |    |                                |                  |                  |                  |                  |  |  |                   |                   |                   |                   |  |  |               |               |               |               |
|  | du 23 au 28 mars        | du 23 au 28 mars                  | du 23 au 28 mars       | du 23 au 28 mars               |    |                                | du 6 au 13 avril | du 6 au 13 avril | du 6 au 13 avril | du 6 au 13 avril |  |  | du 20 au 25 avril | du 20 au 25 avril | du 20 au 25 avril | du 20 au 25 avril |  |  | du 4 au 9 mai | du 4 au 9 mai | du 4 au 9 mai | du 4 au 9 mai |
|  | E1                      | Maineiacs de Lewiston             | 4                      | 4                              |    |                                | du 6 au 13 avril | du 6 au 13 avril | du 6 au 13 avril | du 6 au 13 avril |  |  | du 20 au 25 avril | du 20 au 25 avril | du 20 au 25 avril | du 20 au 25 avril |  |  | du 4 au 9 mai | du 4 au 9 mai | du 4 au 9 mai | du 4 au 9 mai |
|  | E1                      | Maineiacs de Lewiston             | 4                      | 4                              |    |                                | du 6 au 13 avril | du 6 au 13 avril | du 6 au 13 avril | du 6 au 13 avril |  |  | du 20 au 25 avril | du 20 au 25 avril | du 20 au 25 avril | du 20 au 25 avril |  |  | du 4 au 9 mai | du 4 au 9 mai | du 4 au 9 mai | du 4 au 9 mai |
|  | O9                      | Cataractes de Shawinigan          | 0                      | 0                              |    |                                | du 6 au 13 avril | du 6 au 13 avril | du 6 au 13 avril | du 6 au 13 avril |  |  | du 20 au 25 avril | du 20 au 25 avril | du 20 au 25 avril | du 20 au 25 avril |  |  | du 4 au 9 mai | du 4 au 9 mai | du 4 au 9 mai | du 4 au 9 mai |
|  | O9                      | Cataractes de Shawinigan          | 0                      | 0                              | E1 | Maineiacs de Lewiston          | 4                | 4                |                  |                  |  |  | du 20 au 25 avril | du 20 au 25 avril | du 20 au 25 avril | du 20 au 25 avril |  |  | du 4 au 9 mai | du 4 au 9 mai | du 4 au 9 mai | du 4 au 9 mai |
|  | du 23 au 28 mars        |                                   |                        |                                | E1 | Maineiacs de Lewiston          | 4                | 4                |                  |                  |  |  | du 20 au 25 avril | du 20 au 25 avril | du 20 au 25 avril | du 20 au 25 avril |  |  | du 4 au 9 mai | du 4 au 9 mai | du 4 au 9 mai | du 4 au 9 mai |
|  |                         |                                   | E6                     | Mooseheads d'Halifax           | 1  | 1                              |                  |                  |                  |                  |  |  | du 20 au 25 avril | du 20 au 25 avril | du 20 au 25 avril | du 20 au 25 avril |  |  | du 4 au 9 mai | du 4 au 9 mai | du 4 au 9 mai | du 4 au 9 mai |
|  | E2                      | Screaming Eagles du Cap-Breton    | E6                     | Mooseheads d'Halifax           | 1  | 1                              | 4                | 4                |                  |                  |  |  | du 20 au 25 avril | du 20 au 25 avril | du 20 au 25 avril | du 20 au 25 avril |  |  | du 4 au 9 mai | du 4 au 9 mai | du 4 au 9 mai | du 4 au 9 mai |
|  | E2                      | Screaming Eagles du Cap-Breton    | du 6 au 13 avril       |                                |    |                                | 4                | 4                |                  |                  |  |  | du 20 au 25 avril | du 20 au 25 avril | du 20 au 25 avril | du 20 au 25 avril |  |  | du 4 au 9 mai | du 4 au 9 mai | du 4 au 9 mai | du 4 au 9 mai |
|  | E7                      | Fog Devils de Saint-Jean          | 0                      | 0                              |    |                                |                  |                  |                  |                  |  |  | du 20 au 25 avril | du 20 au 25 avril | du 20 au 25 avril | du 20 au 25 avril |  |  | du 4 au 9 mai | du 4 au 9 mai | du 4 au 9 mai | du 4 au 9 mai |
|  | E7                      | Fog Devils de Saint-Jean          | 0                      | 0                              | E1 | Maineiacs de Lewiston          | 4                | 4                |                  |                  |  |  |                   |                   |                   |                   |  |  | du 4 au 9 mai | du 4 au 9 mai | du 4 au 9 mai | du 4 au 9 mai |
|  | du 21 mars au 3 avril   |                                   |                        |                                | E1 | Maineiacs de Lewiston          | 4                | 4                |                  |                  |  |  |                   |                   |                   |                   |  |  | du 4 au 9 mai | du 4 au 9 mai | du 4 au 9 mai | du 4 au 9 mai |
|  |                         |                                   | O4                     | Huskies de Rouyn-Noranda       | 0  | 0                              |                  |                  |                  |                  |  |  |                   |                   |                   |                   |  |  | du 4 au 9 mai | du 4 au 9 mai | du 4 au 9 mai | du 4 au 9 mai |
|  | E3                      | Wildcats de Moncton               | O4                     | Huskies de Rouyn-Noranda       | 0  | 0                              | 3                | 3                |                  |                  |  |  |                   |                   |                   |                   |  |  | du 4 au 9 mai | du 4 au 9 mai | du 4 au 9 mai | du 4 au 9 mai |
|  | E3                      | Wildcats de Moncton               | du 20 avril au 1er mai |                                |    |                                | 3                | 3                |                  |                  |  |  |                   |                   |                   |                   |  |  | du 4 au 9 mai | du 4 au 9 mai | du 4 au 9 mai | du 4 au 9 mai |
|  | E6                      | Mooseheads d'Halifax              | 4                      | 4                              |    |                                |                  |                  |                  |                  |  |  |                   |                   |                   |                   |  |  | du 4 au 9 mai | du 4 au 9 mai | du 4 au 9 mai | du 4 au 9 mai |
|  | E6                      | Mooseheads d'Halifax              | 4                      | 4                              | E2 | Screaming Eagles du Cap-Breton | 4                | 4                |                  |                  |  |  |                   |                   |                   |                   |  |  | du 4 au 9 mai | du 4 au 9 mai | du 4 au 9 mai | du 4 au 9 mai |
|  | du 23 mars au 3 avril   |                                   |                        |                                | E2 | Screaming Eagles du Cap-Breton | 4                | 4                |                  |                  |  |  |                   |                   |                   |                   |  |  | du 4 au 9 mai | du 4 au 9 mai | du 4 au 9 mai | du 4 au 9 mai |
|  |                         |                                   | E5                     | Titan d'Acadie-Bathurst        | 1  | 1                              |                  |                  |                  |                  |  |  |                   |                   |                   |                   |  |  | du 4 au 9 mai | du 4 au 9 mai | du 4 au 9 mai | du 4 au 9 mai |
|  | E4                      | Rocket de l'Île-du-Prince-Édouard | E5                     | Titan d'Acadie-Bathurst        | 1  | 1                              | 3                | 3                |                  |                  |  |  |                   |                   |                   |                   |  |  | du 4 au 9 mai | du 4 au 9 mai | du 4 au 9 mai | du 4 au 9 mai |
|  | E4                      | Rocket de l'Île-du-Prince-Édouard | du 7 au 14 avril       |                                |    |                                | 3                | 3                |                  |                  |  |  |                   |                   |                   |                   |  |  | du 4 au 9 mai | du 4 au 9 mai | du 4 au 9 mai | du 4 au 9 mai |
|  | E5                      | Titan d'Acadie-Bathurst           | 4                      | 4                              |    |                                |                  |                  |                  |                  |  |  |                   |                   |                   |                   |  |  | du 4 au 9 mai | du 4 au 9 mai | du 4 au 9 mai | du 4 au 9 mai |
|  | E5                      | Titan d'Acadie-Bathurst           | 4                      | 4                              | E1 | Maineiacs de Lewiston          | 4                | 4                |                  |                  |  |  |                   |                   |                   |                   |  |  |               |               |               |               |
|  | du 23 au 28 mars        |                                   |                        |                                | E1 | Maineiacs de Lewiston          | 4                | 4                |                  |                  |  |  |                   |                   |                   |                   |  |  |               |               |               |               |
|  |                         |                                   | O1                     | Foreurs de Val-d'Or            | 0  | 0                              |                  |                  |                  |                  |  |  |                   |                   |                   |                   |  |  |               |               |               |               |
|  | T1                      | Foreurs de Val-d'Or               | O1                     | Foreurs de Val-d'Or            | 0  | 0                              | 4                | 4                |                  |                  |  |  |                   |                   |                   |                   |  |  |               |               |               |               |
|  | T1                      | Foreurs de Val-d'Or               |                        |                                |    |                                |                  | 4                |                  |                  |  |  |                   |                   |                   |                   |  |  |               |               |               |               |
|  | T8                      | Saguenéens de Chicoutimi          | 1                      | 1                              |    |                                |                  |                  |                  |                  |  |  |                   |                   |                   |                   |  |  |               |               |               |               |
|  | T8                      | Saguenéens de Chicoutimi          | 1                      | 1                              | T1 | Foreurs de Val-d'Or            | 4                | 4                |                  |                  |  |  |                   |                   |                   |                   |  |  |               |               |               |               |
|  | du 23 mars au 1er avril |                                   |                        |                                | T1 | Foreurs de Val-d'Or            | 4                | 4                |                  |                  |  |  |                   |                   |                   |                   |  |  |               |               |               |               |
|  |                         |                                   | T7                     | Drakkar de Baie-Comeau         | 1  | 1                              |                  |                  |                  |                  |  |  |                   |                   |                   |                   |  |  |               |               |               |               |
|  | T2                      | Tigres de Victoriaville           | T7                     | Drakkar de Baie-Comeau         | 1  | 1                              | 2                | 2                |                  |                  |  |  |                   |                   |                   |                   |  |  |               |               |               |               |
|  | T2                      | Tigres de Victoriaville           | du 6 au 17 avril       |                                |    |                                | 2                | 2                |                  |                  |  |  |                   |                   |                   |                   |  |  |               |               |               |               |
|  | T7                      | Drakkar de Baie-Comeau            | 4                      | 4                              |    |                                |                  |                  |                  |                  |  |  |                   |                   |                   |                   |  |  |               |               |               |               |
|  | T7                      | Drakkar de Baie-Comeau            | 4                      | 4                              | O1 | Foreurs de Val-d'Or            | 4                | 4                |                  |                  |  |  |                   |                   |                   |                   |  |  |               |               |               |               |
|  | du 24 au 31 mars        |                                   |                        |                                | O1 | Foreurs de Val-d'Or            | 4                | 4                |                  |                  |  |  |                   |                   |                   |                   |  |  |               |               |               |               |
|  |                         |                                   | E2                     | Screaming Eagles du Cap-Breton | 3  | 3                              |                  |                  |                  |                  |  |  |                   |                   |                   |                   |  |  |               |               |               |               |
|  | T3                      | Olympiques de Gatineau            | E2                     | Screaming Eagles du Cap-Breton | 3  | 3                              | 1                | 1                |                  |                  |  |  |                   |                   |                   |                   |  |  |               |               |               |               |
|  | T3                      | Olympiques de Gatineau            |                        |                                |    |                                |                  | 1                |                  |                  |  |  |                   |                   |                   |                   |  |  |               |               |               |               |
|  | T6                      | Huskies de Rouyn-Noranda          | 4                      | 4                              |    |                                |                  |                  |                  |                  |  |  |                   |                   |                   |                   |  |  |               |               |               |               |
|  | T6                      | Huskies de Rouyn-Noranda          | 4                      | 4                              | T4 | Voltigeurs de Drummondville    | 3                | 3                |                  |                  |  |  |                   |                   |                   |                   |  |  |               |               |               |               |
|  | du 23 au 30 mars        |                                   |                        |                                | T4 | Voltigeurs de Drummondville    | 3                | 3                |                  |                  |  |  |                   |                   |                   |                   |  |  |               |               |               |               |
|  |                         |                                   | T6                     | Huskies de Rouyn-Noranda       | 4  | 4                              |                  |                  |                  |                  |  |  |                   |                   |                   |                   |  |  |               |               |               |               |
|  | T4                      | Voltigeurs de Drummondville       | T6                     | Huskies de Rouyn-Noranda       | 4  | 4                              | 4                | 4                |                  |                  |  |  |                   |                   |                   |                   |  |  |               |               |               |               |
|  | T4                      | Voltigeurs de Drummondville       |                        |                                |    |                                |                  | 4                |                  |                  |  |  |                   |                   |                   |                   |  |  |               |               |               |               |
|  | T5                      | Remparts de Québec                | 1                      | 1                              |    |                                |                  |                  |                  |                  |  |  |                   |                   |                   |                   |  |  |               |               |               |               |
|  | T5                      | Remparts de Québec                | 1                      | 1                              |    |                                |                  |                  |                  |                  |  |  |                   |                   |                   |                   |  |  |               |               |               |               |
|  |                         |                                   |                        |                                |    |                                |                  |                  |                  |                  |  |  |                   |                   |                   |                   |  |  |               |               |               |               |

## Équipes d'étoiles
La ligue sélectionne trois équipes d'étoiles dont une pour les recrues.

### Première équipe
- Gardien de but : Ondřej Pavelec, Screaming Eagles du Cap-Breton
- Défenseur gauche : Andrew MacDonald, Wildcats de Moncton
- Défenseur droit : Kristopher Letang, Foreurs de Val-d'Or
- Ailier gauche : Viatcheslav Troukhno, Olympiques de Gatineau
- Centre : Mathieu Perreault, Titan d'Acadie-Bathurst
- Ailier droit : Thomas Beauregard, Titan d'Acadie-Bathurst

### Deuxième équipe
- Gardien de but : Jonathan Bernier, Maineiacs de Lewiston
- Défenseur gauche : Oskars Bārtulis, Screaming Eagles du Cap-Breton
- Défenseur droit : Jean-Claude Sawyer, Screaming Eagles du Cap-Breton
- Ailier gauche : Benoît Doucet, Tigres de Victoriaville
- Centre : James Sheppard, Screaming Eagles du Cap-Breton
- Ailier droit : François Bouchard, Drakkar de Baie-Comeau

### Équipes des recrues
- Gardien de but : Peter Delmas, Maineiacs de Lewiston
- Défenseur gauche : Mark Barberio, Screaming Eagles du Cap-Breton et Wildcats de Moncton
- Défenseur droit : Simon Lacroix, Cataractes de Shawinigan
- Ailier gauche : Michael Frolík, Océanic de Rimouski
- Centre : Christopher DiDomenico, Fog Devils de Saint-Jean
- Ailier droit : Jakub Voráček, Mooseheads d'Halifax

## Trophées
Quatre récompenses collectives et dix-neuf individuelles sont décernées.

### Récompenses collectives
- Coupe du président (champions des séries éliminatoires) : Maineiacs de Lewiston
- Trophée Jean-Rougeau (champions de la saison régulière) : Maineiacs de Lewiston
- Trophée Robert-Lebel (meilleure moyenne de buts encaissés) : Maineiacs de Lewiston
- Trophée Luc-Robitaille (plus grand nombre de buts marqués) : Screaming Eagles du Cap-Breton

### Récompenses individuelles
- Trophée Jean-Béliveau (meilleur pointeur : François Bouchard, Drakkar de Baie-Comeau
- Trophée Jacques-Plante (meilleure moyenne de buts encaissés) : Ondřej Pavelec, Screaming Eagles du Cap-Breton
- Trophée Michel-Bergeron (recrue offensive de l'année) : Jakub Voráček, Mooseheads d'Halifax
- Trophée Frank-J.-Selke (joueur le plus gentilhomme) : David Desharnais, Saguenéens de Chicoutimi
- Trophée Michel-Brière (meilleur joueur) : Mathieu Perreault, Titan d'Acadie-Bathurst
- Trophée Émile-Bouchard (défenseur de l'année) : Kristopher Letang, Foreurs de Val-d'Or
- Trophée Guy-Lafleur (meilleur joueur des séries éliminatoires) : Jonathan Bernier, Maineiacs de Lewiston
- Trophée Michael-Bossy (meilleur espoir) : Angelo Esposito, Remparts de Québec
- Trophée Raymond-Lagacé (recrue défensive de l'année) : Terrence James Brennan, Fog Devils de Saint-Jean
- Trophée Marcel-Robert (meilleur étudiant) : Alexandre Picard-Hooper, Drakkar de Baie-Comeau
- Trophée Paul-Dumont (personnalité de l'année) : Kristopher Letang, Foreurs de Val-d'Or
- Trophée John-Horman (administrateur de l'année) : Pierre Dufour, Foreurs de Val-d'Or
- Trophée Jean-Sawyer (meilleur directeur marketing) : Nadia Lacasse et Mélanie Allard, Huskies de Rouyn-Noranda
- Coupe RDS (meilleure recrue) : Jakub Voráček, Mooseheads d'Halifax
- Trophée Ron-Lapointe (meilleur entraîneur) : Clément Jodoin, Maineiacs de Lewiston
- Joueur humanitaire de l'année (plus grande implication dans la communauté) : Roger Kennedy, Mooseheads d'Halifax
- Trophée Kevin-Lowe (meilleur défenseur défensif) : Kristopher Letang, Foreurs de Val-d'Or
- Trophée Guy-Carbonneau (meilleur attaquant défensif) : Marc-André Cliche, Maineiacs de Lewiston
- Trophée Maurice-Filion (directeur général de l'année) : Pascal Vincent, Screaming Eagles du Cap-Breton